# Tarnia Baker
Tarnia Baker (1966/1967 - 6 de outubro de 2017) foi uma política sul-africana. Nativa de Durban, ela mais tarde mudou-se para Mpumalanga.
Ela foi eleita para a Assembleia Nacional em 2014 como membro da Aliança Democrática. Baker morreu em 6 de outubro de 2017, aos 50 anos, depois de ter sido atropelada por um camião enquanto ela atravessava a rua em Park Rynie, na costa sul de KwaZulu-Natal.